# 1748 Mauderli
1748 Mauderli eller 1966 RA är en asteroid i huvudbältet som upptäcktes den 7 september 1966 av den Schweiziska astronomen Paul Wild vid Observatorium Zimmerwald. Den har fått sitt namn efter astronomen Sigmund Mauderli.
Asteroiden har en diameter på ungefär 44 kilometer och den tillhör asteroidgruppen Hilda.